# Gjeitafjell
Das Gjeitafjell (auch bekannt als Mount Banfield) ist mit 2140 m die höchste Erhebung der Hansenfjella im ostantarktischen Kempland. Er ragt 5 km östlich des Nunatak Brusen auf.
Norwegische Kartografen, die auch die Benennung vornahmen, kartierten die Erhebung anhand von Luftaufnahmen, die bei der Lars-Christensen-Expedition 1936/37 entstanden. Eine neuerliche Kartierung erfolgte anhand von Luftaufnahmen der Australian National Antarctic Research Expeditions. Namensgeber der vom Antarctic Names Committee of Australia (ANCA) vorgenommenen Benennung ist Geoffrey A. Banfield von der Royal Australian Air Force, der zwischen 1958 und 1959 auf der Mawson-Station stationiert war.